# Pseudamycus amabilis
Pseudamycus amabilis là một loài nhện trong họ Salticidae.
Loài này thuộc chi Pseudamycus. Pseudamycus amabilis được Elizabeth Maria Gifford Peckham & George William Peckham miêu tả năm 1907.